# خورخي كوماز
خورخي كوماز (بالإسبانية: Jorge Comas)‏ هو لاعب كرة قدم أرجنتيني، ولد في 9 يونيو 1960 في بارانا، انتري ريوس في الأرجنتين. شارك مع منتخب الأرجنتين لكرة القدم. أما مع النوادي، فقد لعب مع بوكا جونيورز وتيبورونيس روخوس دي فيراكروز وفيليز سارسفيلد ونادي أتليتيكو كولون.

## وصلات خارجية
- خورخي كوماز على موقع قاعدة بيانات كرة القدم.إي يو (الإنجليزية)
- خورخي كوماز على موقع عالم كرة القدم.نت (الإنجليزية)
- خورخي كوماز على موقع أوليمبيديا (الإنجليزية)